# Un po' artista un po' no
«Un po' artista un po' no» (укр. «Трохи артист, трохи ні») — студійний альбом італійського співака та актора Адріано Челентано, що вийшов у співробітництві з композитором Тото Кутуньйо в 1980 році під лейблом «Clan Celentano».

## Про альбом
Музика альбому представлена стилями попрок і шансон. Альбом посідав 3 позицію в італійському чарті «Топ-100» 1980 року. Крім Італії, альбом видавався в Німеччині, Франції, Греції, Югославії і Туреччині. Його наклад склав 990.000 копій.
Музику до всіх пісень альбому написав Тото Кутуньйо. Це друга платівка Челентано у співпраці з цим композитором, до цього вийшов диск «Soli» (1979). Після цього альбому Челентано на довгі роки розірвав стосунки з Кутуньйо. На офіційному «кланівському» виданні альбому, крім етикетки платівки, не згадувалося про авторство Кутуньйо, зате значилося ім'я фотографа — Вінченціно. Тексти пісень написав пісняр Крістіано Мінеллоно, за участі дружини співака Клаудія Морі і близького друга Челентано — Мікі Дель Прете, який також став продюсером платівки. Це останній альбом Челентано, аранжування для якого створив Тоні Міммс.
«Справжня праця була з Адріано Челентано. Я написав для нього з десяток пісень. Мені подобається лють, неймовірна енергетика Адріано, ми ж обидва італійці — він із Мілана, я — тосканський. Ми сім'ями дружимо, я навіть дочці Челентано — Розіті пісню присвятив. Утім, із Челентано просто, тому що ми думаємо однією мовою, виросли на однакових фільмах, знаємо, що таке бідне дитинство, сміємося над одними і тими ж жартами. І нам завжди подобалися однакові жінки.
З Адріано я познайомився завдяки Віто Паллавічіні, це дуже відомий італійський композитор, який працював з Челентано. Челентано колись був моїм постійним партнером з тенісу, ще ми часто грали в футбол. Це було щось на зразок великої творчої тусовки — вибратися пограти, обкласти один одного лайливим словом, випустити пару, всі емоції, потім помиритися, хоча насправді ми не сварилися, адже це лише гра, просто футбол — найпростіший спосіб випустити пар. Ми здружилися за перші 30 секунд в першу ж зустріч. Я зрозумів, що це — наша людина, свій хлопець, з яким буде неймовірно цікава історія співпраці. Так і вийшло»— Тото Кутуньйо про співпрацю з Челентано під час запису альбомів «Soli» і «Un po' artista un po' no».
Пісню «Il tempo se ne va» Кутуньйо, за його словами, присвятив старшій дочці Челентано — Розіті. Надалі «Il tempo se ne va» стала найпопулярнішою в альбомі, вона посіла 2-гу позицію в італійському чарті «Топ-100» найкращих синглів 1980 року. Цю пісню Челентано виконував наживо в дуеті з відомим співаком Джованотті на телешоу «Francamente me ne infischio» 1999 року, Кутуньйо також включив її до репертуару своїх виступів.
Оформленням для обкладинки альбому послужило фото з журналу «Playboy» (видання для Італії, за лютий 1980 року), де зображені Челентано з акторкою і фотомоделлю Памелою Праті.

## Телебачення
У 1981 році на каналі Rai 1 вийшла однойменна телепередача «Трохи артист, трохи ні», де до пісень «Non se ne parla nemmeno», «Un po' artista un po' no» і «Se non è amore» були зняті телевистави. У зніманні передачі брали участь акторки — Орнелла Муті і Міллі Карлуччі.

## Список композицій
LP
Сторона «А»
Автор музики Тото Кутуньйо. 
| #  | Назва                                               | Автор слів                           | Тривалість |
| -- | --------------------------------------------------- | ------------------------------------ | ---------- |
| 1. | «Un po' artista un po' no» (Трохи артист, трохи ні) | Мікі Дель Прете, Крістіано Мінеллоно | 4:59       |
| 2. | «L'orologio» (Годинник)                             | Мікі Дель Прете, Крістіано Мінеллоно | 4:44       |
| 3. | «Manifesto» (Афіша)                                 | Мікі Дель Прете, Крістіано Мінеллоно | 4:36       |
| 4. | «Il tempo se ne va» (Час іде)                       | Клаудія Морі, Крістіано Мінеллоно    | 3:48       |

Сторона «Б»
| #     | Назва                                                               | Автор слів                           | Тривалість |
| ----- | ------------------------------------------------------------------- | ------------------------------------ | ---------- |
| 5.    | «Una parola non ci scappa mai» (Слово, яке від нас ніколи не втече) | Клаудія Морі, Крістіано Мінеллоно    | 4:18       |
| 6.    | «Non se ne parla nemmeno» (Навіть якщо ніхто не говорить про це)    | Клаудія Морі, Крістіано Мінеллоно    | 4:16       |
| 7.    | «Se non è amore» (Якщо це — не любов)                               | Мікі Дель Прете, Крістіано Мінеллоно | 4:18       |
| 8.    | «Spettabile Signore» (Шановний Сеньйор)                             | Клаудія Морі, Крістіано Мінеллоно    | 3:02       |
| 34:01 |                                                                     |                                      |            |

## Учасники запису
- Адріано Челентано — вокал;
- Тоні Міммс — аранжування;
- Паоло Боччі — звукооператор;
- Мікі Дель Прете — продюсер;
- Вінченціно — фотограф.

## Реліз
Спочатку альбом виходив на LP-платівках у 33 оберти, починаючи з 1988 року, він видавався на CD.

### Видання альбому
| Назва                                                | Лейбл                                  | Маркування           | Країна    | Рік      |
| ---------------------------------------------------- | -------------------------------------- | -------------------- | --------- | -------- |
| Un Po' Artista Un Po' No (LP, Album)                 | Clan Celentano                         | CLN 20201            | Італія    | 1980     |
| Un Po' Artista Un Po' No (Cass, Album)               | Clan Celentano                         | 30 CLN 20201         | Італія    | 1980     |
| Un Po' Artista Un Po' No (LP, Album)                 | Arabella                               | 201 726              | Франція   | 1980     |
| Un Po' Artista Un Po' No (LP, Album)                 | PGP RTB, Ariola                        | 2220334              | Югославія | 1980     |
| Un Po' Artista Un Po' No (LP, Album)                 | Clan Celentano                         | CLN 20201            | Туреччина | 1980     |
| Un Po' Artista Un Po' No (LP, Album)                 | Ariola, Ariola                         | 201 726, 201 726—320 | Німеччина | 1980     |
| Un Po' Artista Un Po' No (LP, Album)                 | PGP RTB                                | 2220334              | Югославія | 1980     |
| Un Po' Artista Un Po' No (LP, Album)                 | Ariola                                 | 6383 295             | Греція    | 1981     |
| Un Po' Artista Un Po' No (CD, Album, RE)             | Clan Celentano                         | CLN 6090             | Італія    | 1988     |
| Un Po' Artista Un Po' No (CD, Album, RE)             | Clan Celentano                         | 9031-70215-2         | Німеччина | 1991     |
| Un Po' Artista Un Po' No (LP, Album)                 | Clan                                   | 9031 70215-1         | Італія    | 1991     |
| Un Po' Artista Un Po' No (CD, Album)                 | Clan Celentano, BMG                    | 74321 34416 2        | Німеччина | 1995     |
| Un Po' Artista Un Po' No (CD, Album)                 | Clan Celentano                         | CLCD 314162          | Італія    | 1995     |
| Un Po' Artista Un Po' No (CD, Album, RE)             | Clan Celentano                         | SP 60942             | Італія    | 1996     |
| Un Po' Artista Un Po' No (CD, Album, RE)             | Clan Celentano, Clan Celentano         | CLN 20252, 4971562   | Італія    | 2002     |
| Un Po' Artista Un Po' No (CD, Album, RE)             | Universal                              | 3259130004915        | Італія    | 2012     |
| Un Po' Artista Un Po' No (CD, Album, RE, Unofficial) | Clan Celentano (2), Clan Celentano (2) | CLN 20252, 4971562   | Росія     | невідомо |

## Сингли
Сім пісень альбому як сингли виходили на платівках у 45 обертів у різних країнах Європи. Пісня «Il Tempo Se Ne Va» випускалася в Італії, Німеччині, Франції, Польщі та Австрії. «Non Se Ne Parla Nemmeno» — в Італії і Німеччині. «Se Non E'Amore» — в Італії, Німеччині, Франції та Іспанії. «L'Orologio» — лише в Італії. «Manifesto» — в Італії, Франції та Швейцарії. «Una Parola Non Ci Scappa Mai» — в Німеччині, Франції, Польщі. «Un Po' Artista Un Po' No» — в Німеччині, Франції та Швейцарії.

### Видання синглів
| Назва                                                       | Лейбл          | Маркування           | Країна    | Рік  |
| ----------------------------------------------------------- | -------------- | -------------------- | --------- | ---- |
| Il Tempo Se Ne Va/Non Se Ne Parla Nemmeno (7")              | Clan Celentano | CLN 10252            | Італія    | 1980 |
| Il Tempo Se Ne Va/Non Se Ne Parla Nemmeno (7")              | Ariola, Ariola | 101 500, 101 500—100 | Німеччина | 1980 |
| Il Tempo Se Ne Va/Un Po' Artista Un Po' No (7")             | Arabella       | 101483               | Франція   | 1980 |
| Il Tempo Se Ne Va (7")                                      | Tonpress       | R-1093               | Польща    | 1980 |
| Innamorata, Incavolata A Vita/Se Non E'Amore (7")           | Clan Celentano | CLN 10305            | Італія    | 1980 |
| Innamorata, Incavolata A Vita/Se Non E'Amore (7")           | Ariola         | A-102.754            | Іспанія   | 1980 |
| Innamorata, Incavolata A Vita/Se Non E'Amore (7")           | Arabella       | 102754               | Франція   | 1980 |
| Innamorata, Incavolata A Vita/Se Non E'Amore (7")           | Clan Celentano | YD 580               | Італія    | 1980 |
| Innamorata, Incavoltata A Vita/Se Non E'Amore (7")          | Ariola, Ariola | 102 754, 102 754—100 | Німеччина | 1980 |
| Una Parola Non Ci Scappa Mai/Un Po' Artista Un Po' No (7")  | Ariola         | 102 608              | Німеччина | 1980 |
| Una Parola Non Ci Scappa Mai (7")                           | Tonpress       | R-1093               | Польща    | 1980 |
| Il Tempo Se Ne Va/Es Bleibt Die Zeit Für Keinen Steh'n (7") | Ariola, Ariola | 101 511, 101 511—100 | Німеччина | 1980 |
| Il Tempo Se Ne Va/Es Bleibt Die Zeit Für Keinen Steh'n (7") | Ariola         | 101 511              | Австрія   | 1980 |
| Manifesto/Una Parola Non Ci Scappa Mai (7")                 | Arabella       | 102 277              | Франція   | 1980 |
| Un Po' Artista Un Po' No/Manifesto (7")                     | Ariola, Ariola | 102 401—100, 102 401 | Швейцарія | 1980 |
| L'Orologio/Manifesto (7")                                   | Clan Celentano | YD 566               | Італія    | 1980 |